# Kira (Safané)
Pour les articles homonymes, voir Kira.
Kira est une commune située dans le département de Safané de la province du Mouhoun au Burkina Faso.